# Котов, Владимир Васильевич
Владимир Васильевич Котов (1924—1943) — участник Великой Отечественной войны, комсорг 1-го стрелкового батальона 722-го стрелкового полка 206-й стрелковой дивизии 47-й армии Воронежского фронта, младший лейтенант. Герой Советского Союза (1944).

## Биография
Родился в 1924 году в городе Азов Ростовской области в семье рабочего. Русский.
Окончил 9 классов.
В Красной Армии с сентября 1941 года. В боях Великой Отечественной войны с 1942 года. В 1943 году окончил курсы младших лейтенантов 47-й армии. Принимал участие в освобождении Украины.
Комсорг стрелкового батальона комсомолец младший лейтенант Владимир Котов 25 сентября 1943 года в районе села Келеберда Каневского района Черкасской области Украины преодолел Днепр и, заняв удобную позицию, открыл автоматный огонь по противнику, способствовал форсированию реки батальоном. 27 сентября 1943 года в бою за высоту 225,0 уничтожил до пятнадцати солдат противника. Погиб в этом бою, похоронен на месте боя.
Из наградного листа В. В. Котова:

«Товарищ Котов во время форсирования реки Днепр в районе села Келибера 25.9.43 г. вместе с 1-м стрелковым батальоном переправился на западный берег Днепра под артиллерийским, миномётным и пулемётным огнём противника, занял удобный огневой рубеж и открыл автоматный огонь по противнику, тем самым обеспечил форсирование реки Днепра 1-му стрелковому батальону без потерь.
Во время контратаки противника 27.9.43 г. первым открыл автоматный огонь по противнику и своим примером воодушевил бойцов, контратака была отбита.
27.9.43 г. во время боя за высоту 225,0 первым поднялся в атаку, увлекая за собой бойцов, уничтожил до 15 немцев, сам же погиб смертью храбрых».

По другим данным в том бою Владимир Котов не погиб: тяжелораненого его доставили в госпиталь. После лечения он вернулся в строй, участвовал в боях. Погиб младший лейтенант В. Котов 15 октября 1944 года при освобождении Белоруссии.

### Семья
Отец — Василий Петрович — работал в клубе, мать — Анна Емельяновна — была председателем мебельной артели имени Чкалова. В семье было два сына — Володя и Евгений.
Анна Емельяновна — в первые дни войны проводила на фронт мужа и старшего сына. В 1942 году на обоих пришли похоронки. Младший сын Владимир ещё до этих известий ушёл на фронт. В городе, не успев эвакуироваться, оставалась одна мать, которая погибла от рук гитлеровцев в период оккупации.

## Память
- В Азове одна из улиц города носит имя Героя.

## Награды
- Указом Президиума Верховного Совета СССР от 3 июня 1944 года за образцовое выполнение боевых заданий командования на фронте борьбы с немецко-фашистскими захватчиками и проявленные при этом мужество и героизм, младшему лейтенанту Котову Владимиру Васильевичу посмертно присвоено звание Героя Советского Союза.
- Награждён орденом Ленина.